# Nigel Farage
Nigel Paul Farage, britanski politik; * 3. april 1964, Farnborough, Anglija
Farage je bil eden glavnih likov evroskepticizma v Evropskem parlamentu in eden najvidnejših pobudnikov referenduma o izstopu Združenega kraljestva iz Evropske unije. 10. junija 1999 je postal poslanec v Evropskem parlamentu. Bil je vodja Britanske stranke neodvisnosti, predsednik stranke Evropa svobode in neposredne demokracije ter od 22. marca 2019 vodja stranke Brexit. Večkrat je pozival premierja Borisa Johnsona, naj razveljavi izstopni dogovor, ki ga je sklenil z Unijo, a Johnson tega ni želel. Z izstopom Združenega kraljestva iz EU, mu je 31. januarja 2020, z ostalimi britanskimi poslanci, prenehal mandat.